# Murais
Murais, auch Morais, war ein Gewichtsmaß für trockene Ware in Goa und an anderen portugiesischen Orten in Indien. Gemessen wurden vorrangig Reis und Hülsenfrüchte.
- 1 Murais = 451 11/14 Pfund (Wiener) = etwa 253 Kilogramm
- 1 Murais = 25 Peras mit je 22 Pfund (spanisch 460 Gramm)